# Komi Moreira
Komi Moreira (* 2. März 1968) ist ein ehemaliger Radrennfahrer aus Togo.

## Sportliche Laufbahn
Moreira war Teilnehmer der Olympischen Sommerspiele 1992 in Barcelona. Im olympischen Straßenrennen schied er beim Sieg von Fabio Casartelli aus.